# The Survivor (2021)
The Survivor is een Amerikaanse biografische dramafilm uit 2021, geregisseerd door Barry Levinson, naar een scenario van Justine Juel Gillmer. De film is gebaseerd op het ware verhaal van de Poolse bokser Harry Haft die het concentratiekamp Auschwitz overleefde, waar hij met medegevangenen bokste om te overleven. De hoofdrollen worden vertolkt door Ben Foster, Billy Magnussen, Peter Sarsgaard, Danny DeVito, John Leguizamo en Vicky Krieps.

## Verhaal
De Poolse bokser Harry Haft wordt overgebracht naar het concentratie- en vernietigingskamp Auschwitz. Haft zal letterlijk moeten vechten om te overleven. Als hij zijn gevechten wint, krijgt hij te eten en als hij verliest wordt hij naar de gaskamer geleid. Na de oorlog wordt Haft een professionele bokser in Duitsland voordat hij naar de Verenigde Staten verhuist. Achtervolgd door de schuld en het trauma van zijn veldslagen in het kamp, krijgt hij geleidelijk weer de smaak voor het beoefenen van zijn sport terug. Hij gaat zelfs een aantal spraakmakende gevechten doen, zoals die tegen Rocky Marciano.

## Rolverdeling
| Acteur          | Personage          |
| --------------- | ------------------ |
| Ben Foster      | Harry Haft         |
| Billy Magnussen | Dietrich Schneider |
| Peter Sarsgaard | Emory Anderson     |
| Danny DeVito    | Charlie Goldman    |
| John Leguizamo  | Pepe               |
| Vicky Krieps    | Miriam Wofsoniker  |
| Dar Zuzovsky    | Leah Krichinsky    |

## Productie
In november 2018 werd Ben Foster aangekondigd voor de hoofdrol in de film, geregisseerd door Barry Levinson op basis van een script van Justine Juel Gillmer. In maart 2019 werden Billy Magnussen, Danny DeVito, Vicky Krieps, Peter Sarsgaard en John Leguizamo toegevoegd aan de cast. De opnames begonnen in februari 2019 en vonden onder andere plaats in Úrkút en Ócsa in Hongarije en New York en Savannah in de Verenigde Staten. De oorspronkelijke werktitel Harry Haft, werd in januari 2021 veranderd naar The Survivor.

## Muziek
In juni 2020 werd Hans Zimmer aangekondigd als filmcomponist. De originele soundtrack werd uitgebracht op 29 april 2022 door Milan Records.

## Release
De film ging in première op 13 september 2021 op het Internationaal filmfestival van Toronto. Op 27 april 2022 verscheen de film op HBO die vervolgens beschikbaar wordt voor streaming op HBO Max. In Nederland verscheen de film op 3 mei 2022 op Netflix.

## Ontvangst
De film ontving over het algemeen gunstige recensies van critici. Op Rotten Tomatoes heeft The Survivor een waarde van 83% en een gemiddelde score van 6,90/10, gebaseerd op 47 recensies. Op Metacritic heeft de film een gemiddelde score van 71/100, gebaseerd op 16 recensies.